# التدريس بمدخل السياق القصصي الهندسي الإلكتروني

شكل لخطوات مثال توضيحي

هو مدخل تدريسي قائم على السياق القصصي وبيئة تعلم إلكترونية دينامية لتقديم الهندسة المستوية والرياضيات باستخدام تكنولوجيا التعليم أو تقنيات التعليم، وهو مدخل مبتكر في جامعة كارلسروه بألمانيا عام 2011م، باشراف البروفيسور الألماني أولريش كورتينكامب  في رسالة دكتوراة في تكنولوجيا التعليم والرياضيات بعنوان Improving Attitudes towards Geometric Proof through a Suggested Story-Based Dynamic Geometry Approach  للدكتور حسين عبد الفتاح، باحث مصري مبعوث لألمانيا في المدّة من 2007-20011م وحاليًا عضو هيئة تدريس في جامعة قناة السويس، مصر.
المدخل المبتكر يحول تدريس الهندسة المستوية من مجرد رسم ثابت على الورق إلى رسم متحرك بشكل دائم يحافظ على النسق الهندسي على شاشة الكمبيوتر عن طريق برمجية وبيئة تعلم مبتكرة، بالإضافة لاعادة تنظيم المحتوى وتقديمه في صورة قصة رقمية تربط نظريات الهندسة والمعارف الرياضياتية ببعضها في مواقف حياتية متتالية في هذه القصة الرقمية.
ويعد هذا المدخل من تطبيقات التعلم النشط وتوظيف تقنيات التعليم ونظريات التعلم في ربط المعارف والنظريات الهندسية بطريقة تجريبية قائمة على تكنولوجيا التعليم وما تقدمه من إمكانات لتمكين المتعلمين من التعلم بالاكتشاف.